# Liv (film fra 2006)
|  | Denne artikel er oprettet af botten Steenthbot ud fra en ekstern database. Den kan derfor have sproglige fejl eller mangler. Denne skabelon kan fjernes efter kontrol af indholdet. |

 For alternative betydninger, se Liv (flertydig). (Se også artikler, som begynder med Liv)
Liv er en dansk kortfilm fra 2006 instrueret af Heidi Maria Faisst efter eget manuskript.

## Handling
»Liv« er et kammerspil, der foregår i en lille familie hen over julen. Faren har forladt familien og den 14-årige Liv kan ikke acceptere, at hendes mor ikke har lyst til at holde jul, som de plejer. Liv gør sit bedste for at holde sammen på både familien og julen, men da Mor inviterer praktikanten fra arbejdspladsen til jul, udløser dette en magtkamp mellem Liv og hendes mor, der får konsekvenser for alle involverede.

## Medvirkende
- Malou Reymann, Liv
- Nastja Arcel, Livs mor
- Paw Henriksen, praktikanten
- Frederik Paarup, Danny, Livs bror